# Csamdo
Csamdo (egyszerűsített kínai írással: 昌都市, tibeti nyelven: ཆབ་མདོ་ས་ཁུལ་) prefektúra szintű város Kínában,  Tibeti Autonóm Régióban. Lakosainak száma 760 966 fő (2020).

## Népesség
| 2007 | 598 862 |
| 2020 | 760 966 |

## Híres személyek
- Itt született Orgyen Trinli Dordzse.